# Stinstedt
Stinstedt é um município da Alemanha localizado no distrito de Cuxhaven, estado da Baixa Saxônia.
Pertence ao Samtgemeinde de Börde Lamstedt.